# Tournoi d'échecs de Dos Hermanas
Le tournoi d'échecs de Dos Hermanas (Supertorneo Internacional "Ciudad de Dos Hermanas") est une compétition d'échecs organisée de 1989 à 2008, habituellement en avril, à Dos Hermanas dont le tournoi principal réunissait dix joueurs.

## Histoire du tournoi
Le tournoi fermé opposait jusqu'en 2005 dix joueurs. En 2008, la quatorzième édition fut un tournoi rapide à élimination directe entre quatre joueurs remporté par Veselin Topalov (vainqueur de Judit Polgar 2,5 à 1,5 et de Francisco Vallejo-Pons en finale, 2,5 à 1,5).
Les tournois de 1996, 1997 et 1999 atteignirent la catégorie 19 (moyenne Elo entre 2 701 et 2 725).
La dixième édition, en 1999, a vu s'affronter plusieurs générations, y compris le vétéran Viktor Kortchnoï et Anatoli Karpov mais aussi Vladimir Kramnik, Boris Guelfand et Veselin Topalov. Michael Adams y remporte un de ses plus grands succès dans sa carrière comme seul vainqueur dans cette concurrence forte et prestigieuse. Viswanathan Anand, qui a gagné la précédente édition du tournoi, finit dernier sans avoir gagné aucune partie, ex æquo avec Peter Svidler et Judit Polgár.

## Multiples vainqueurs
2 victoires
- Anatoli Karpov : en 1993 et 1995 (deuxième au départage)
- Michael Adams : en 1995 (deuxième au départage) et 1999
- Vladimir Kramnik (en 1996 et 1997)
- Veselin Topalov : en 1996 (tournoi classique) et 2008 (tournoi rapide)
- Alekseï Dreïev : en 2001 et 2003 (deuxième au départage)

## Palmarès
| Édition Année | Édition Année | Vainqueur(s)                       | Deuxième(s)                                                            | Troisième(s)                                                               | Catégortie (Moy. Elo) | Notes                                                                                             |
| ------------- | ------------- | ---------------------------------- | ---------------------------------------------------------------------- | -------------------------------------------------------------------------- | --------------------- | ------------------------------------------------------------------------------------------------- |
| 1             | 1989          | Julian Hodgson                     | António Fernandes                                                      | Juan Rodriguez Talavera Antonio Rodrigues Aguilera                         |                       |                                                                                                   |
| 2             | 1990          | Leonid Bass Mark Hebden            |                                                                        | Petar Popović                                                              | 5 (2 359)             |                                                                                                   |
| 3             | 1991          | Alexander Goldin                   | Julio Granda                                                           | Ievgueni Vladimirov Leonid Bass                                            | 7 (2 410)             |                                                                                                   |
| 4             | 1992          | Leonid Youdassine                  | Vladimir Akopian                                                       | Daniel Cámpora Jesus de la Villa                                           | 11 (2 501)            | 5e : Pia Cramling 6e-7e : L. Oll et JM Bellon Lopez 8e : J. Hodgson                               |
| 5             | 1993          | Anatoli Karpov                     | Judit Polgár                                                           | Aleksandr Khalifman Manuel Rivas Pastor Vladimir Epichine                  | 14 (2 581)            | 6e-7e : L. Youdassine et J. Magem Badals 8e : Adams                                               |
| 6             | 1994          | Boris Guelfand                     | Anatoli Karpov                                                         | Vladimir Epichine                                                          | 16 (2 631)            | 4e : Topalov 5e-8e : J. Polgar, Joël Lautier, B. Goulko et Illescas                               |
| 7             | 1995          | Gata Kamsky (au départage)         | Anatoli Karpov Michael Adams (ex æquo)                                 |                                                                            | 16 (2682)             | 4e-5e : J. Polgar, B. Guelfand 6e-7e : Illescas et Lautier 8e ; Piket ; 9e : Salov ; 10e : Chirov |
| 8             | 1996          | Vladimir Kramnik Veselin Topalov   |                                                                        | Viswanathan Anand Garry Kasparov                                           | 19 (2 714)            | 5e : Illescas ; 6e-7e : Kamsky et Guelfand 8e : Vassili Ivantchouk 9e : Chirov ; 10e ; J. Polgar  |
| 9             | 1997          | Viswanathan Anand Vladimir Kramnik |                                                                        | Valeri Salov Anatoli Karpov Veselin Topalov                                | 19 (2 701)            | 6e-8e : Guelfand, Chirov et J. Polgar 9e : Short ; 10e : Illescas                                 |
| 10            | 1999          | Michael Adams                      | Vladimir Kramnik                                                       | Miguel Illescas Veselin Topalov                                            | 19                    | 5e-6e : Guelfand et Karpov 7e : Viktor Kortchnoï ; 8e-10e : Anand, Svidler et J. Polgar           |
| 11            | 2001          | Alekseï Dreïev (au départage)      | Ilya Smirin (ex æquo)                                                  | Zoltán Almási Francisco Vallejo Pons Miguel Illescas Zurab Azmaiparashvili | 16                    | 7e : Mikhaïl Gourevitch 8e-9e : T. Radjabov et I. Sokolov 10e : M. Krasenkow                      |
| 12            | 2003          | Aleksandr Roustemov (au départage) | Alekseï Dreïev (ex æquo)                                               | Aleksandr Khalifman Francisco Vallejo Pons                                 | 16 (2 626)            | 5e-6e : Epichine et Chirov 7e : Sergueï Kariakine                                                 |
| 13            | 2005          | Teimour Radjabov                   | Zurab Azmaiparashvili Alekseï Dreïev Rubén Felgaer Aleksandr Roustemov |                                                                            | 16 (2 648)            | 6e-7e : P. Harikrishna et S. Kariakine                                                            |
| 13            | 2008          | Veselin Topalov                    | Francisco Vallejo Pons (finaliste)                                     | Judit Polgar Alekseï Chirov (demi-finalistes)                              |                       | Tournoi rapide à quatre joueurs                                                                   |

## Tournoi de Dos Hermanas par internet (blitz)
Le tournoi par internet était organisé par ICC (Internet Chess Club) généralement en mars ou avril : 
1. 2000 : Dmitry Tyomkin (ISR - MI)[5]
2. 2001 : S. Chipov[6]
3. 2002 : A. Roustemov[7]
4. 2003 : V. Potkine[8]
5. 2004 : Daniel Fridman et Jan Gustaffson[9]
6. 2005 : D. Fridman[10], 2e : Bu Xiangzhi, 3e : J. Smeets
7. 2006 : F. Doettling[11] ; 2e : Jobava ; Ni Hua vainqueur de la finale, disqualifié après le tournoi ; Carlsen : 5e-8e
8. 2007 : Jorge Sammour-Hasbun (USA), 2e : T. L. Petrossian, 3e : Nakamura, 4e : Ibrahimov, 5e : Mamedyarov[12]
9. 2008 : Jorge Sammour-Hasbun (2e victoire consécutive)[13]
10. 2009 : D. Kononenko[14]
11. 2010 : Hikaru Nakamura[15]